# Медведев, Юрий Михайлович
Юрий Михайлович Медведев (род. 6 декабря 1937 года, Красноярск — 8 ноября 2020) — советский и российский писатель-фантаст, журналист, переводчик, коллекционер картин, автор исследований по истории России. Считается одним из организаторов и идейных лидеров разгрома советской научной фантастики в 1960—1970-е годы.

## Биография
Юрий Медведев родился в 1937 году в Красноярске в семье военного лётчика, в школе учился в Новосибирске и Алма-Ате. После окончания школы работал на стройке, а в 1956 году поступил в Рижское высшее военное инженерное артиллерийское училище, которое окончил в 1961 году. В течение двух лет Медведев служил офицером в Советской Армии. В 1963 году Юрий Медведев уволился в запас и поступил в Литературный институт имени Горького на факультет поэзии. С 1964 года Медведев работал в журнале «Техника — молодёжи» заведующим отделом фантастики.
В 1974 году он перешёл на работу заведующим отделом фантастики, приключений и путешествий в издательство «Молодая гвардия», которое издавало значительную часть фантастической литературы в этот период. На этом посту он сменил другого писателя-фантаста Сергея Жемайтиса, которого сняли с работы за, якобы, публикацию идеологически вредной литературы. Большинство обозревателей работу Медведева на этом посту оценивают крайне негативно, считая его главным организатором разгрома советской научной фантастики в 70-х годах XX века, в частности братья Стругацкие считают его главным виновником этого разгрома. Юрий Медведев считал себя сторонником так называемой «школы Ефремова» в советской фантастике, сам провозгласил себя его учеником и духовным наследником. На этом посту Медведев вступил в серьёзный конфликт не только с братьями Стругацкими, но и с Владимиром Савченко, Дмитрием Биленкиным и Сергеем Снеговым. В 1978 году Медведева в должности заведующего отделом фантастики и приключений издательства «Молодая гвардия» сменил Владимир Щербаков, который хотя и считал себя также сторонником «Ефремовской школы», однако, по мнению братьев Стругацких, сумел помириться с большинством известных фантастов и восстановил в количественном отношении выпуск фантастической литературы в издательстве.

Как вспоминал Валерий Ганичев
Он (Медведев) работал у нас в издательстве "Молодая гвардия", заведующим редакции приключения и фантастики. Русской фантастики у нас практически не было, и он развернул эту деятельность, стал издавать в "Молодой гвардии" историю русской фантастики и русских фантастов. На него была бешеная атака, в частности Стругацкие на него написали письмо, что он душит фантастику. А он, наоборот, вытаскивал из провинции молодых русских ребят. <...> Я взял <его в 1978 г.> в качестве члена редколлегии "Комсомольской правды" с назначением руководителем отдела нравственности. За время моей работы через раз были скандалы с членами редколлегии, которые привыкли проблемы нравственности видеть по-другому. Для них слово "русский" или "русские проблемы" были за пределами их представлений.
Юрий Медведев позже работал в газете «Комсомольская правда» заведующим отделом морали, права и писем; позже в журнале «Наш современник» заведующим отделом критики; а в 1984—1989 годах — в журнале «Москва» заведующим отделом прозы. Однако и в дальнейшем Медведев находился в конфликте с братьями Стругацкими и, по мнению многих литературных критиков, в своей повести «Протей» он намекает, что обыск на квартире Ивана Ефремова сразу после его смерти состоялся по доносу именно Стругацких, хотя сам Медведев и отвергает такое предположения.
...И увидел я тех, кто бред этот выдумал, подтолкнул подлый розыск. Двух увидел, состоящих в родстве. Один худой, желчный, точь-в-точь инквизитор. Изощренный в подлости, даже звездное небо в окуляре телескопа населявший мордобоем галактических масштабов, ненавистью ко всему, что нетленно, гармонично, красиво, вековечно. Другой грузный, с зобом как у индюка, крикун, доносчик, стравливатель всех со всеми, пьяница, представитель племени вселенских бродяг, борзописец, беллетрист, переводчик. При жизни всемирно прославленного гения оба слыли его учениками, случалось учителю их защищать, а после смерти его ни разу не позвонили вдове. Я увидел подноготную подлости, микромолекулярную схему зависти
По мнению писателя и критика-фантастиковеда Виталия Пищенко, вероятно, Медведеву кто-то из людей, которым он доверял, сообщил, что этот обыск состоялся именно по доносу Стругацких, поэтому он поверил этой информации и решил в такой завуалированной форме сообщить другим людям эту информацию. После 1990 года Юрий Медведев занимался изданием антологии русской фантастики под названием «Библиотека русской фантастики в двадцати томах». По мнению части литературных критиков, в этой антологии Медведев тенденциозно осветил эволюцию российской фантастической литературы от XI до XX века. Позже вместе с писательницей Еленой Грушко издал цикл книг по истории Киевской Руси, России и быта русских.
В начале 2000-х Юрий Медведев перебрался в Нижний Новгород, где работал в фонде «Славянская мифология». Медведев занимался изданием словаря Владимира Даля, адаптированного под современную русскую орфографию, а также инициировал установку памятников Далю в Москве и Нижнем Новгороде. Юрий Медведев занимается коллекционированием картин на темы славянской мифологии.

## Литературное творчество
Литературное творчество Юрий Медведев начал в начале 60-х годов XX века. Первой его научно-фантастической публикацией стал рассказ «Размышления над книгой», опубликованный под псевдонимом «Юлий Кузнецов» в 1960 году. В 60-х годах Медведев издал также сборник стихов. В жанре фантастики писатель написал четыре повести и более 20 рассказов. Большинство его произведений, особенно тех, которые вошли в единый сборник «Колесница времени», написаны с позиций панславизма, пропаганды мистицизма и оккультизма.
Однако наиболее известным он стал не столько своими литературными произведениями, а главным образом тем, что в них можно найти завуалированную критику в адрес писателей, творчество которых шло вразрез с тогдашними идеологическими установками.
В частности, в рассказе «Чёртова дюжина Оскаров» (1977) наблюдается почти прямой намёк на кинорежиссёра Андрея Тарковского, ведь посвятил его Медведев «светлой памяти режиссера Барковского, который исчез где-то в Париже», что могло бы служить намёком на возможную эмиграцию Тарковского, ведь его творчество больше уважали за рубежом. Режиссёр даже жаловался на Медведева руководству издательства и тогдашнему первому секретарю ЦК ВЛКСМ Евгению Тяжельникову, однако тот ответил, что он вовсе не имел в виду в рассказе Тарковского.
Повесть Медведева «Куда спешишь, муравей?» (1981) посвящена, как считает Н. Митрохин и Майя Каганская, «борьбе русского романтика с евреем-позитивистом».
В 1988 году Медведев опубликовал повесть «Протей», в которой в завуалированной форме сделан намёк, что обыск на квартире Ивана Ефремова сразу после его смерти состоялся по доносу братьев Стругацких. Однако и в этом случае Юрий Медведев отрицал все обвинения и отвечал, что любое сходство с реальными людьми в его повести является случайностью.
Кроме этого, Медведев издал биографическую повесть про Иоганна Кеплера «Капитан звёздного океана». Юрий Медведев также является составителем антологии фантастики «Русская фантастическая проза XIX — начала XX века» и «Библиотеки русской фантастики в двадцати томах». Вместе с писательницей Еленой Грушко Медведев также издал цикл книг по истории Киевской Руси, России и быта русских.
Юрий Медведев является лауреатом премии «Кубок Андромеда» издательства «Молодая Гвардия» за 1987 год и Пушкинской премии Правительства Москвы 1999 года. Он также награждён международным орденом «Кирилл и Мефодий» и орденом Владимира Даля.
Произведения Юрия Медведева переводились на несколько языков народов СССР, а также на английский, польский и болгарский языки.

## Работы
Повести
- 1972 — Капитан звездного океана
- 1980 — Куда спешишь, муравей?
- 1983 — Чаша терпения
- 1988 — Протей
- 1997 — Любовь в зеркалах

Рассказы
- 1960 — Размышляя над книгой
- 1961 — На чужом берегу
- 1962 — Эстафета
- 1962 — Человек, сидящий в кресле
- 1968 — Исповедь водителя МВ
- 1973 — Зеркало времени
- 1977 — Чертова дюжина «Оскаров»
- 1981 — Непокорная планетка
- 1982 — Любовь к Паганини
- 1983 — Тот день
- 1990 — Комната невесты
- 1990 — Созерцатели небес
- 1991 — Яко вертоград во цветении
- 1997 — Раба до скончания времен
- 1998 — Беатриса
- 2001 — Сад горбуньи
- 2001 — Декамерон-2000
- 2001 — Загипнотизированный